# Fausto Marreiros
Fausto Marreiros, voluit Fausto Armando de Oliveira Marreiros, (4 mei 1966) is een voormalig Nederlands schaatser uit Velserbroek, die in schaatswedstrijden voor Portugal uitkwam.

## Biografie
Marreiros groeide op met een Nederlandse moeder en Portugese vader. Vanaf zijn zeventiende ging hij schaatsen bij IJsclub Haarlem en werd later opgenomen in de KNSB-Kernploeg. In 1992 sneed Marreiros bij een valpartij met Miel Roozendaal onder zijn scheenbeschermer alles door, met als gevolg een klapvoet. Omdat hierna zijn prestaties niet genoeg waren voor de Nederlandse schaatsploeg, besloot hij voor zijn vaderland Portugal uit te komen. Hij nam in 1996 namens Portugal deel aan het Europees kampioenschap in Heerenveen en het wereldkampioenschap allround in Inzell, in 1997 aan het Europees kampioenschap in Heerenveen en in 1998 aan de Olympische Spelen in Nagano en het wereldkampioenschap allround in Heerenveen.
Naast langebaanschaatsen leverde Marreiros ook goede prestaties als marathonrijder op natuurijs. In 1992 en 1995 werd hij eerste op het ONK marathon op natuurijs, beide in Oostenrijk op de Plansee bij Reutte.
Marreiros reed in het begin van de Vijftiende Elfstedentocht in 1997 met een mijnwerkerslamp op het hoofd. Dankzij deze lamp raakte de latere winnaar Henk Angenent op het Slotermeer de weg niet kwijt. Marreiros zelf werd uiteindelijk tiende.
Later gaf hij training aan zijn eigen team, Team Kloosterboer. Sinds seizoen 2022/2023 is Marreiros actief als trainer van Portugal. Marreiros is in het bezit van het nationale record op de 10 kilometer.

## Persoonlijke records
| Afstand      | Tijd     | Datum           | Baan       |
| ------------ | -------- | --------------- | ---------- |
| 500 meter    | 40,31    | 13 maart 1998   | Heerenveen |
| 1500 meter   | 2.00,23  | 6 december 1997 | Heerenveen |
| 3000 meter   | 4.11,85  | 2 februari 1998 | Nagano     |
| 5000 meter   | 6.57,52  | 1 maart 1996    | Calgary    |
| 10.000 meter | 14.13,81 | 3 maart 1996    | Calgary    |

## Resultaten
| Jaar | NK Afstanden         | EK Allround | WK Allround | Olympische Spelen    | Wereldbeker          |
| ---- | -------------------- | ----------- | ----------- | -------------------- | -------------------- |
| 1990 | 11e 10.000m          |             |             |                      |                      |
| 1991 | 12e 5000m 9e 10.000m |             |             |                      |                      |
| 1992 | 7e 5000m 6e 10.000m  |             |             |                      |                      |
| 1993 |                      |             |             |                      |                      |
| 1994 | DQ 10.000m           |             |             |                      |                      |
| 1995 |                      |             |             |                      |                      |
| 1996 |                      | NC28        | NC35        | 0p 1500m 36e 5/10 km |                      |
| 1997 |                      | NC30        |             | 0p 1500m 43e 5/10 km |                      |
| 1998 |                      |             | NC32        | 31e 5000m            | 0p 1500m 59e 5/10 km |

DQ = gediskwalificeerd
NC# = niet gekwalificeerd voor de laatste afstand, maar wel als # geklasseerd in de eindrangschikking
0p = wel deelgenomen, maar geen punten behaald